# Mô hình thác đổ
Mô hình thác đổ là một trong sáu mô hình đầu tư nguồn lực cơ bản theo 9P.

## Mô tả phương pháp
Gọi là Mô hình Thác đổ vì nếu chọn mô hình này để đầu tư thì cần phải đầu tư ban đầu cho sản phẩm rất cao ngay từ đầu. Việc này sẽ tạo ra thế năng (như thế nước ở trên cao) cho sản phẩm.
Các tiến trình khác như giá cả, kênh bán hàng, tiếp thị - quảng cáo sẽ dựa trên cái thế năng này mà chuyển động theo thế thác đổ. Nguyên lý chung là đầu tư vào thế năng càng cao thì sức lan tỏa càng rộng.
Có thể lượng hóa (qua thu thập số liệu nghiên cứu thị trường bằng phương pháp định lượng và/hoặc định tính) là 8:6:4:2 cho 4 chữ P (trong 4P). Có nghĩa là nguồn lực phục vụ cho sản phẩm (Product) gấp 4 lần khuyến mại (Promotion). Đây là phương pháp đầu tư vào các giá trị lý tính của sản phẩm mà khách hàng sẽ nhận ra được thông qua việc mua hàng.

## Phân tích phương pháp
Giả định toàn bộ nguồn lực của doanh nghiệp là 100% và ta lần lượt sử dụng các nguồn lực theo mô hình giảm dần như ngọn thác đổ thì ta sẽ có cấu trúc sau:
1. Product: Nếu doanh nghiệp sử dụng 40% nguồn lực cho hình thành và phát triển sản phẩm thì hoạt động này sẽ tạo ra một sản phẩm có sự khác biệt cao trên thị trường. Đây cũng chính là khâu phải tạo ra giá trị lớn nhất trong chuỗi giá trị của doanh nghiệp.
2. Price: Với sản phẩm cần có sự khác biệt cao thì đầu tư cho việc định giá bán là rất quan trọng, quan trọng hơn cả cách bán nó. Nguồn lực cho giá cả là 30%.
3. Place: Với sản phẩm giá trị cao thì với hệ thống phân phối không thể đầu tư nhiều được mà chỉ nên có trọng điểm. Nguồn lực sử dụng là 20%.
4. Promotion: Với sản phẩm có giá trị cao, kênh hẹp, thị trường hẹp thì đầu tư cho xúc tiến bán hàng cần có sự tập trung và làm rõ tính khác biệt sản phẩm. Nguồn lực có thể sử dụng là 10%

## Các ưu nhược điểm của phương pháp
- Ưu điểm:

- NTD chỉ có thể có được giá trị lý tính của sản phẩm khi mua sản phẩm của DN. Đây cũng là dạng chiến lược tạo thế độc quyền về sản phẩm của DN.
- Sau khi áp dụng chiến lược này thành công, doanh nghiệp đã tạo ra một rào cản lớn cho các DN khác muốn tham gia vào. Điều này sẽ bảo vệ sự đầu tư của doanh nghiệp.
- Nhược điểm:

- Nếu chọn sản phẩm cốt lõi (core product) sai thì rất nguy hiểm vì nguồn lực đã bị tập trung vào một hướng. Doanh nghiệp sẽ khó có thể chuyển hướng nghiên cứu và phát triển (R&D), kinh doanh sang lĩnh vực khác.

## Ứng dụng
- Ứng dụng cho các mô hình doanh nghiệp: phù hợp với doanh nghiệp đòi hỏi nguồn lực trí tuệ cao, quy mô vốn đầu tư lớn, có khả năng chịu "tải" cao trong một chiến lược kinh doanh lâu dài.
- Thành công trong thực tiễn: hay gặp ở ngành hàng xa xỉ phẩm, phần mềm, công nghệ vật liệu, tư vấn, hàng hóa công nghệ cao.